# Ермедин Демировић
Ермедин Демировић (Хамбург, 25. март 1998) је босанскохерцеговачки фудбалер који тренутно наступа за Штутгарт. Игра на позицији нападача.
Демировић је рођен у Хамбургу у Немачкој, од родитеља пореклом из Санског Моста у Босни и Херцеговини.

## Успеси
Фрајбург
- Куп Немачке: (финале: 2021/22)[5]

 Штутгарт
- Суперкуп Немачке: (финале: 2024725)[6]